# Середньоуральськ
Сере́дньоура́льськ (рос. Среднеуральск) — місто, центр Середньоуральського міського округу Свердловської області.

## Географія
Розташоване за 16 км на північ від Єкатеринбурга та за 8 км від міста Верхня Пишма, на березі Ісетського озера, на східному схилі Середнього Уралу.

## Історія
Населений пункт Середньоуральськ утворений у зв'язку з початком будівництва Середньоуральської державної районної електростанції (СуГРЕС). Офіційна дата утворення — 27 червня 1931 року, статус робітничого селища отримав 10 липня 1932 року, перетворений в місто районного підпорядкування 17 лютого 1966 року.

## Населення
Населення — 20499 осіб (2010, 19555 у 2002).